# Universidade Católica de Brasília
A Universidade Católica de Brasília (UCB) é uma universidade particular brasileira, com sede em Taguatinga, no Distrito Federal e com Campus nas regiões administrativas de Taguatinga, Brasília, Ceilândia e Sobradinho. Em 2018, foi eleita a melhor universidade particular do Centro-Oeste, na qual os cursos de Medicina e Odontologia receberam nota máxima pelo MEC e estão entre os melhores do país. Recebeu ainda o título de quarta melhor universidade particular do Brasil e a oitava melhor particular da América Latina pelo ranking Times Higher Education 2018 (THE), provedor de dados universitários em todo o mundo. É administrada pela UBEC - União Brasileira de Educação Católica, associação fundada em 1972 pelos Maristas, Lassalistas, Salesianos, Estigmatinos e Salesianas.
De acordo com o Guia do Estudante da Editora Abril de 2018, foram concedidas 80 estrelas a 22 cursos da UCB, os cursos de Economia, Medicina, Direito e Odontologia receberam nota 5, isto é, nota máxima. Na categoria 4 estrelas, foram 12 cursos: Administração, Ciências Contábeis, Direito (CAAS e Campus I), Educação Física (CAAS e Campus I), Farmácia, Comunicação Social (Jornalismo e Publicidade e Propaganda), Psicologia, Relações Internacionais e Sistemas de Informação. Outros 7 cursos conquistaram três estrelas: Ciência da Computação, Ciências Biológicas, Engenharia Ambiental, Fisioterapia, Nutrição e Pedagogia.
Conforme a divulgação do Ranking Universitário da Folha (RUF) no ano de 2012, a UCB aparece em níveis qualitativos no 35º lugar geral e 6º lugar entre as instituições privadas de todo o Brasil.
De acordo com divulgação do Ranking Universitário da Folha do ano de 2014, os cursos de Psicologia, Biomedicina e Administração de Empresas são os que possuem maior destaque.
Segundo a avaliação do Guia do Estudante 2014, houve um incremento ao se passar para 83 estrelas em 22 cursos da UCB. Assim sendo, pela primeira vez a universidade apareceu na edição do Guia do Estudante Profissões - Vestibular 2015. O curso de Educação Física foi o maior destaque visto que recebeu a pontuação máxima, com 05 estrelas. Na categoria 4 estrelas, foram 15 cursos: Administração, Biomedicina, Ciências Biológicas, Ciências da Computação, Ciências Econômicas, Direito (CAAS e Campus I), Engenharia Ambiental, Fisioterapia, Jornalismo, Medicina, Pedagogia, Psicologia, Publicidade e Propaganda, Relações Internacionais e Sistemas de Informação. Outros 6 cursos conquistaram três estrelas: Ciências Contábeis, Enfermagem, Farmácia, Nutrição, Odontologia e Serviço Social.

## História
A história da UCB começa em 1974, como “Faculdade Católica de Ciências Humanas (FCCH)”, com os cursos de Administração, Economia e Pedagogia. Suas faculdades e cursos multiplicaram-se com o passar dos anos, fazendo a universidade passar a chamar, em 1980, “Faculdades Integradas da Católica de Brasília (FICB)”. Ao final de 1994, foi reconhecida como “Universidade Católica de Brasília – UCB” pelo então Conselho Federal de Educação através da Portaria Ministerial 1.827 de 28 de dezembro, sendo a mesma publicada no Diário Oficial da União em 30 de dezembro de 1994. A instalação oficial ocorreu em 23 de março do ano seguinte (1995).

## Estrutura
A UCB possui três campi: o Campus I está situado na região do Areal, em Taguatinga, o Campus Avançado Asa Norte está situado na região da Asa Norte, e o Campus Avançado Asa Sul está situado na região da Asa Sul, ambos em Brasília. Ainda conta com três unidades associadas, o Colégio Dom Bosco e o Colégio Maria Auxiliadora, além da Fundação Universa, onde são ofertados a maioria dos cursos de Pós-Graduação "Lato Sensu".
No ano de 2018 houve a expansão para os Campus Ceilândia e Sobradinho.
A UCB possui unidades de apoio acadêmico, entre elas, destacam-se: Sistema de Bibliotecas - SIBI que coordena cinco bibliotecas físicas e a biblioteca virtual com mais de 100.000 títulos e 218.000 volumes, Seções de Informática (22) das quais sete são públicas, Editora Universa, 147 laboratórios, HUCB - Hospital da Universidade Católica de Brasília, Centro Católica Virtual e Educação a Distância - CCV/EAD que oferece cursos de graduação (Bacharelado e Licenciatura), Pós-Graduação Lato Sensu e Extensão, conta com 25 polos espalhados no Brasil (21), Japão (3) e Angola (1).
No Campus Avançado Asa Norte funcionam 13 Programas de Pós-Graduação Stricto Sensu, sendo nove mestrados e quatro doutorados.
Ao todo a UCB conta com uma área de cerca de 620.000 m² e aproximadamente 116.000 m² de área construída em todo DF (Campus I, CAAN, CAAS, HUCB e as unidades associadas).

## Ensino

### Graduação
A UCB disponibiliza para milhares de estudantes diversos cursos de Graduação em todas as Áreas do Conhecimento:
| Humanidades - Administração - Artes Visuais - Ciência Política e Governo - Ciências Contábeis - Ciências Econômicas - Comunicação Digital - Comunicação Social - Direito - Filosofia - Letras - Pedagogia - Programa de Formação Pedagógica - Psicologia - Relações Internacionais - Secretariado Executivo bilíngue - Serviço Social Ciências Exatas - Arquitetura e Urbanismo - Ciência da Computação - Engenharia Ambiental - Engenharia Civil - Física - Matemática - Química - Sistemas de Informação - Tecnologia em Logística Ciências Biológicas - Biomedicina - Ciências Biológicas - Educação Física - Enfermagem - Farmácia - Fisioterapia - Gerontologia - Medicina - Nutrição - Odontologia |

### Pós-Graduação
| Lato Sensu - Advocacy e Diplomacia Corporativa - Arquitetura de Sistemas de Saúde - Análise em Geoprocessamento - Desenvolvimento de APP - Design de Negócios - Design e Prototipagem em Espaços Comerciais - Direito Civil e Processual Civil - Direito Constitucional - Direito do Trabalho e Processual do Trabalho - Econometria e Métodos Quantitativos em Finanças - Filosofia e Existência Stricto Sensu - Mestrado e Doutorado em Ciências Genômicas e Biotecnologia - Mestrado e Doutorado em Economia - Mestrado e Doutorado em Educação - Mestrado e Doutorado em Educação Física - Mestrado e Doutorado em Gerontologia - Mestrado e Doutorado em Psicologia - Mestrado Profissional em Inovação em Comunicação e Economia Criativa - Mestrado em Direito - Mestrado em Governança, Tecnologia e Inovação |

### Cursos a Distância
A UCB disponibiliza para milhares de estudantes cursos à distância, entre eles o de Tecnólogo em Segurança e Ordem Pública. Essa Graduação é fruto de um convênio entre a UCB e o Governo do Distrito Federal.
Além deste curso, a UCB oferece também via EAD (ensino no ambiente web, através de auto estudo, acompanhado por equipe de professores tutores e demais profissionais), além de 3 encontros presenciais semestrais): Bacharelado em Administração (4 anos de duração), Bacharelado em Ciências Contábeis (4 anos) e Bacharelado em Turismo, Licenciatura em Filosofia, Bacharelado em Turismo, Tecnologia em Ciências Sociais (2 anos de duração) e Tecnologia em Ciências Exatas (2 anos de duração), entre outros.
Polos de Educação a Distância (PEADs) Os cursos - EAD - Educação ou Ensino a Distância -, são ministrados nas principais capitais do Brasil e cidades e em países como Japão, Angola e Estados Unidos.
A grande vantagem, por exemplo, é a mobilidade. O estudante da UCB Virtual, pode estar em qualquer cidade - com devido acesso a internet -, que não deixará de estudar ou prestar suas provas.
Cada polo oferece apoio ao aluno, como biblioteca local e computador com acesso a internet - este devidamente agendado. Além disso, o polo conta com uma coordenação profissional para dar apoio e atenção ao aluno, fazendo a ponte com a Universidade.

## Pessoas notáveis

### Alunos

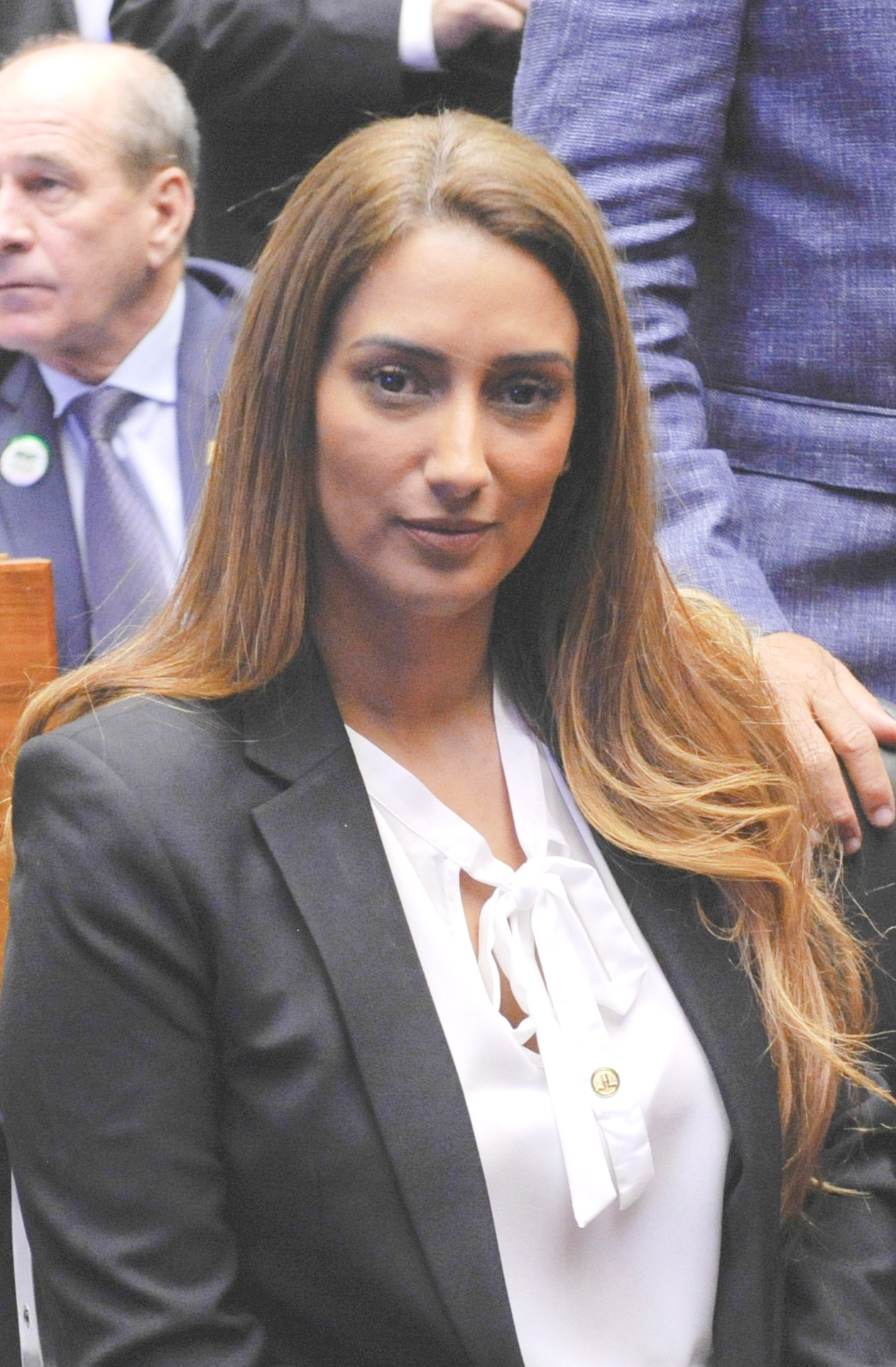
Flávia Arruda, empresária e política.
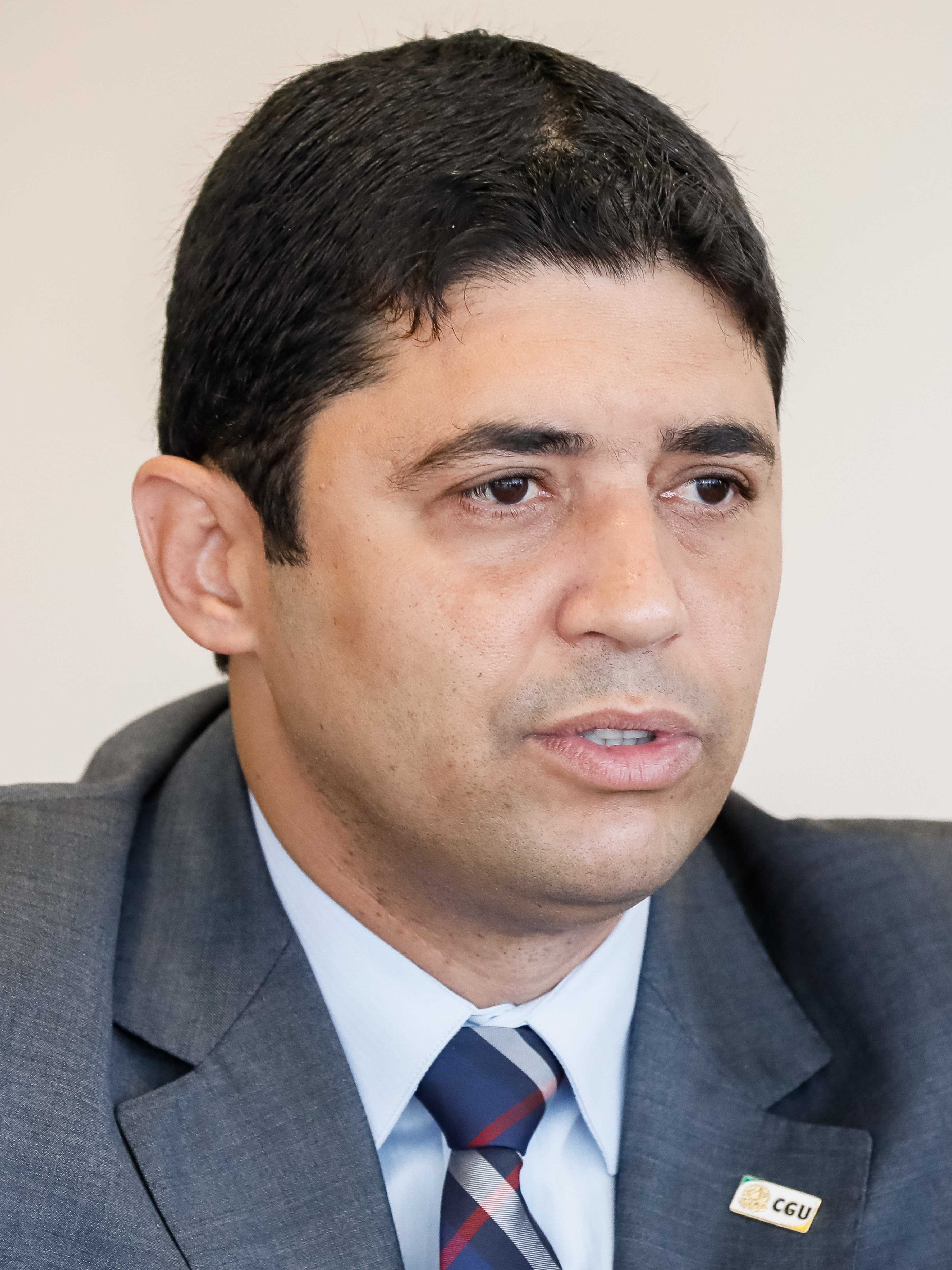
Wagner Rosário, Ministro da Transparência, Fiscalização e Controladoria-Geral da União
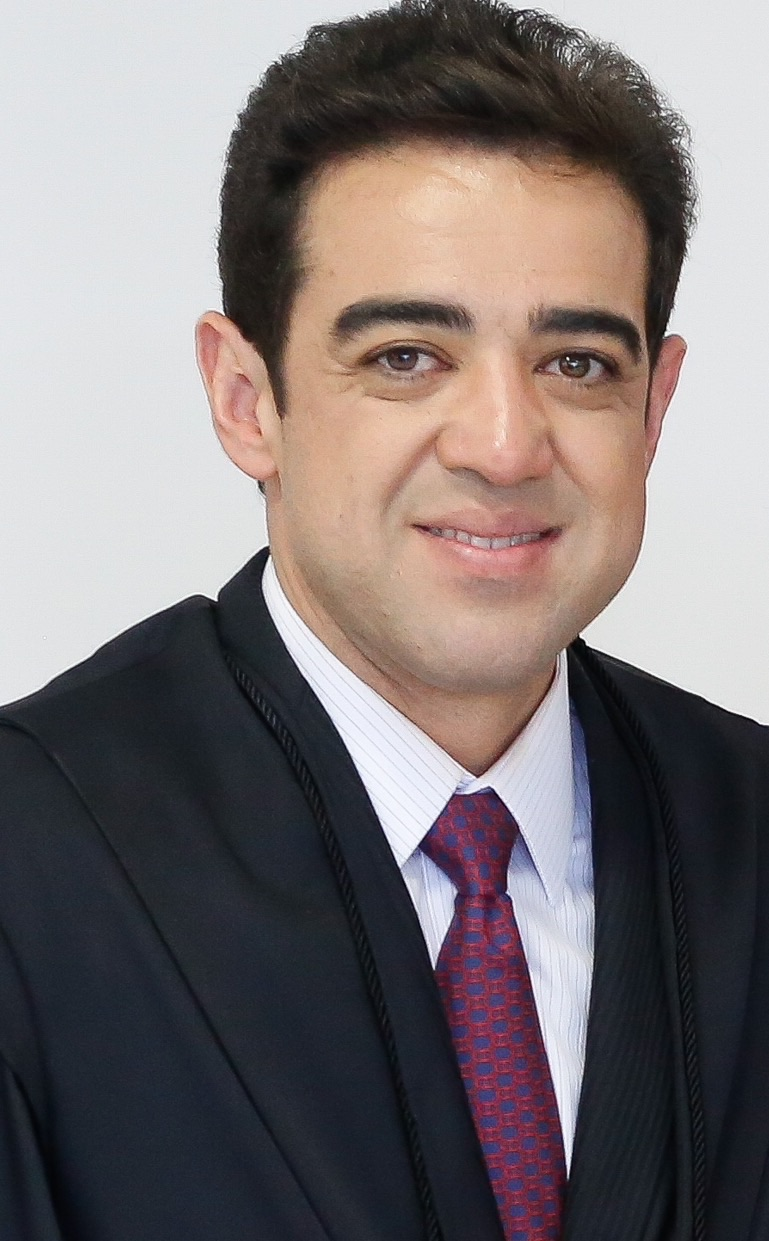
Bruno Dantas, jurista e professor
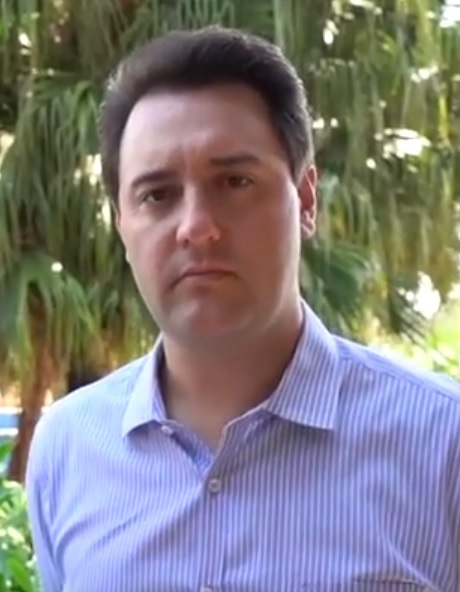
Ratinho Júnior, empresário e político, 57.º Governador do Estado do Paraná
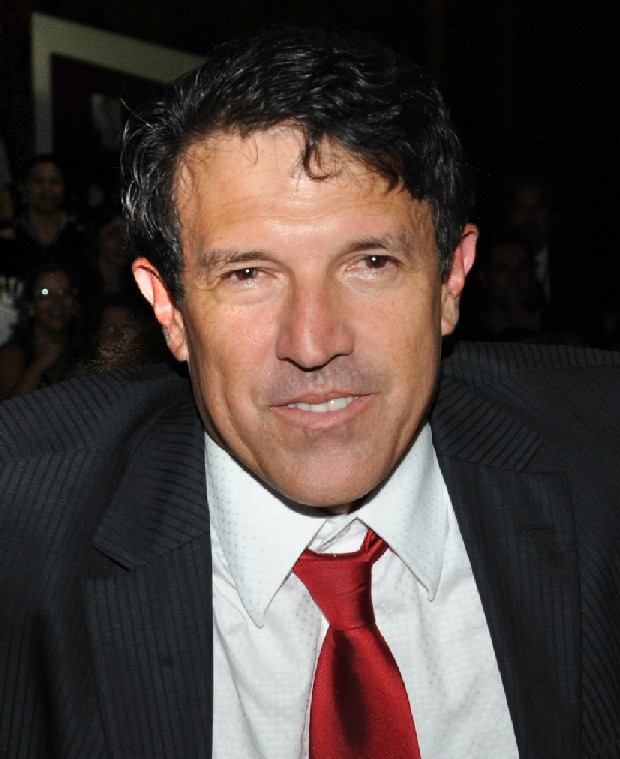
Agaciel Maia, político, atual Deputado distrital do Distrito Federal
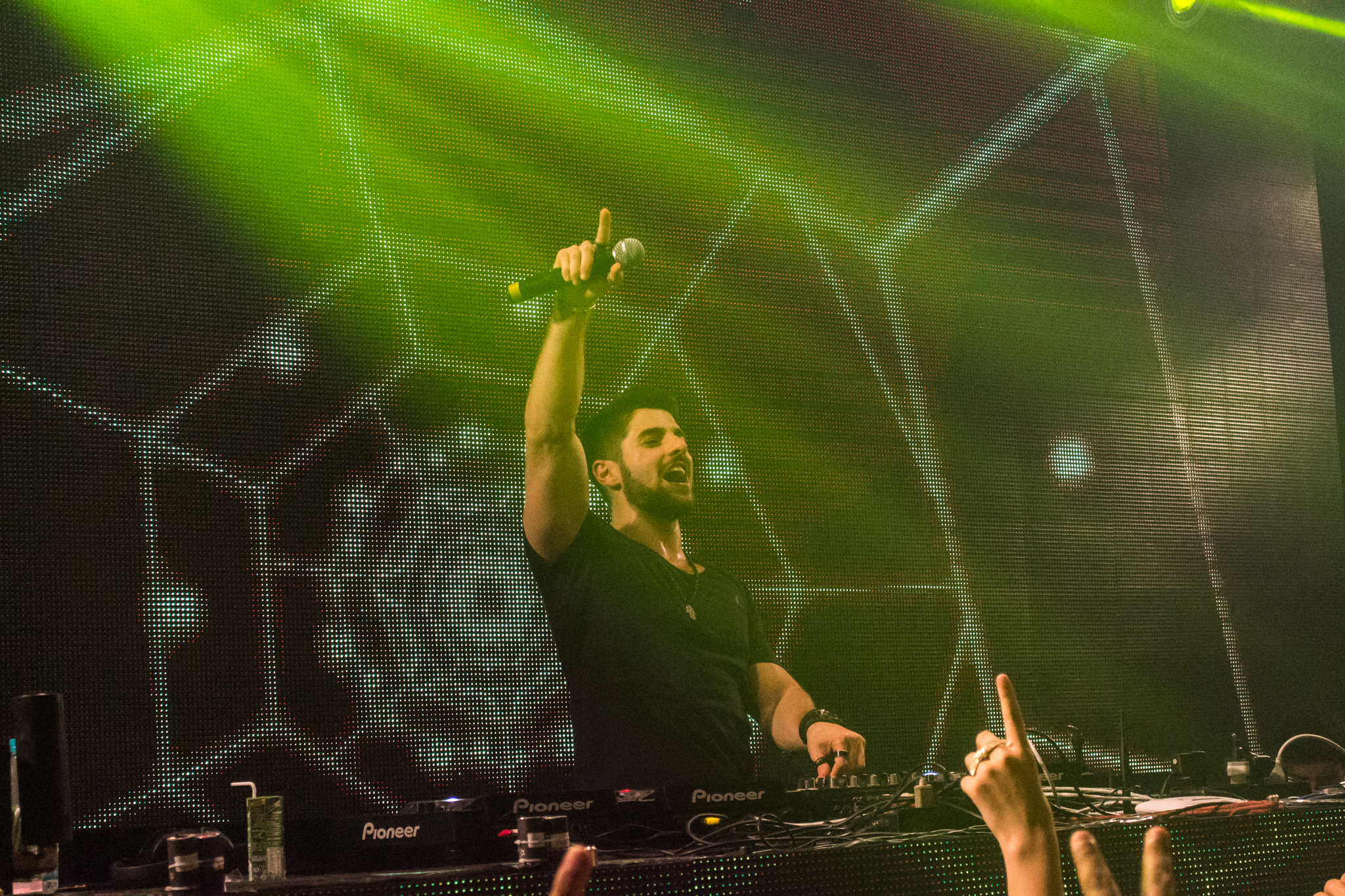
Alok, dj e e produtor musical
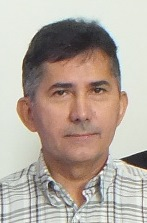
Aluisio Martins, professor, servidor público, advogado e político
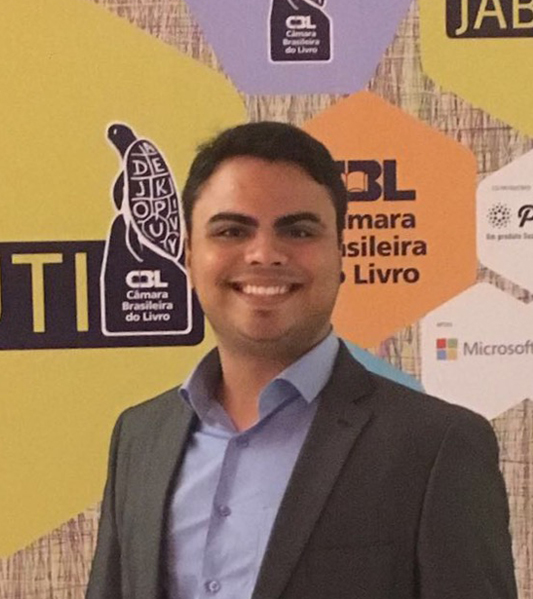
Ítalo Anderson, artista e poeta

### Professores
- Antônio Marcus Alves de Souza, sociólogo
- Dad Squarisi, professora de português
- Fábio Félix, assistente social e político brasileiro
- Francisco Doratioto, historiador
- Herman Benjamin, jurista, magistrado, ambientalista, atual ministro do STJ
- Hugo Studart, jornalista e historiador
- Marcio Pochmann, economista
- Mauro Giuntini, cineasta
- Nefi Cordeiro, magistrado e atual ministro do STJ